# شركة أبو ظبي لطاقة المستقبل
شركة أبوظبي لطاقة المستقبل تعرف أيضا باسم "مصدر"، هي شركة حكومية لإنتاج الطاقة المتجددة مقرها مدينة أبوظبي، تأسست الشركة في أبريل 2006 كأحدى الشركات التابعة لشركة مبادلة للتنمية. وتسعى الشركة من خلال نشاطها إلى الاستثمار في الطاقة النظيفة والمتجددة.
حيث تنطلق الشركة في عملها من رؤية أبو ظبي الإقتصادية 2030 التي تهدف إلى تطوير مشاريع الطاقة المتجددة بما لها من أثر ايجابي على البيئة ووضع خطة عمل لتحقيق هذا الهدف وتشمل محاور عملها عدة أقسام:
- معهد مصدر: لتطوير الأبحاث والدراسات.
- مصدر للطاقة النظيفة: حيث تعمل على نشر ودعم الطاقات المتجددة

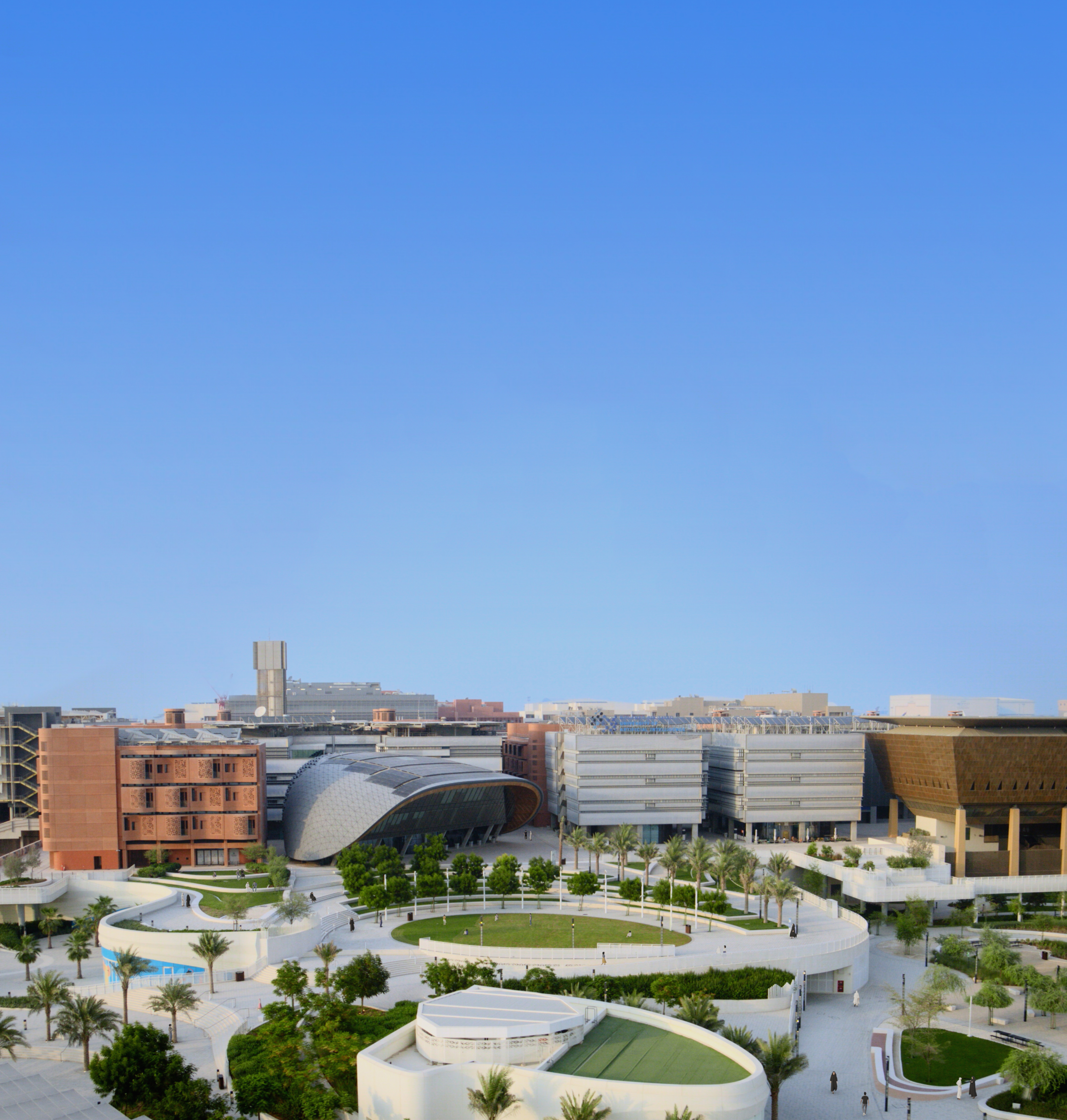
مدينة مصدر

- مدينة مصدرمدينة مصدر: التي تعتبر من أكثر المدن استدامة في العالم

كما تقوم باستضافة العديد من الفعاليات الخاصة بموضوع الطاقة النظيفة والمتجددة.
وفي عام 2022، بلغت القدرة الإنتاجية لشركة "مصدر" في مجال الطاقة النظيفة 20 غيغاواط، وقامت بتوليد 18 ألف غيغاواط ساعي، إضافة إلى تفادي انبعاث 10 ملايين طن من ثاني أكسيد الكربون.

## أهم المشاريع
من أهم مشاريع مصدر في دولة الإمارات:

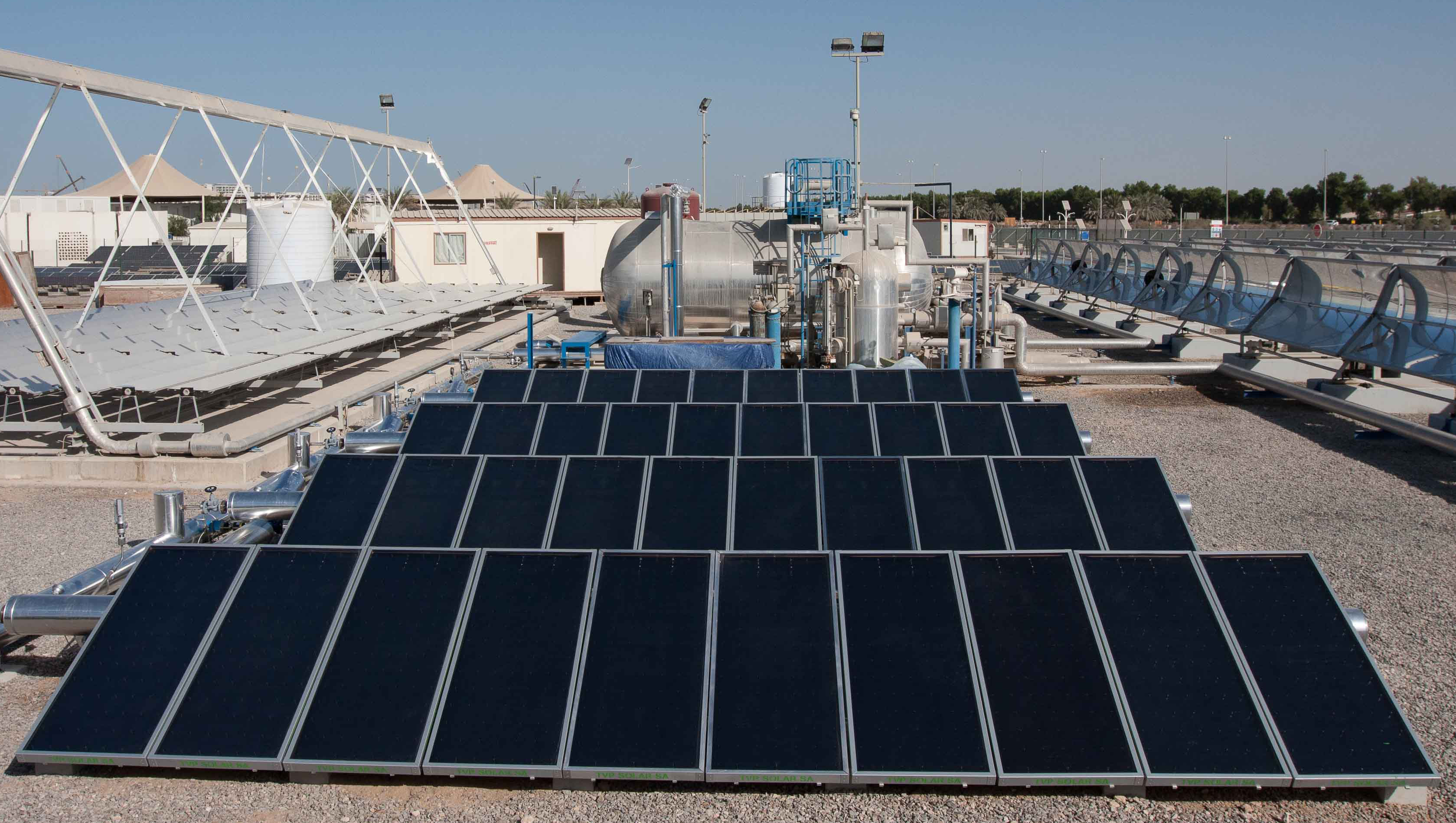

- محطة شمس للطاقة الكهربائية المركزة التي تعمل على توليد الكهرباء من حرارة الشمس بدلاً من ضوء الشمس.
- الألواح الكهروضوئية المركبة على السطح في مدينة مصدر.
- محطة الطاقة الكهروضوئية بقدرة 10 ميغاواط في مدينة مصدر.
- مشاريع التقاط ونخزين الكربون في الإمارات والذي يهدف إلى تقليل الانبعاثات الكربونية للمصانع

كما أن لها مشاركة دولية في تطوير عدد من المشاريع بما يخص الطاقة المتجددة، مثل مشروع تريسول في اسبانيا، ومشروع مصفوفة لندن لتوليد طاقة الرياح، ومشروع محطة الشيخ زايد للطاقة الشمسية في موريتانيا.
- خلال العام 2024 قامت «مصدر» بتدشين سبعة مشاريع، تضمنت تطوير مشروعين لنظم بطاريات تخزين الطاقة في المملكة المتحدة، ومشروعين للطاقة الشمسية، ومشروع طاقة رياح برية بقدرة إجمالية تبلغ 1 جيجاوط في أذربيجان، ومشروع محطة العجبان للطاقة الشمسية بقدرة 1.5 جيجاواط في دولة الإمارات، إلى جانب تدشين محطة زارافشان لطاقة الرياح بقدرة 500 ميجاواط في أوزبكستان، والتي تُعتبر الأكبر من نوعها في آسيا الوسطى.[5]

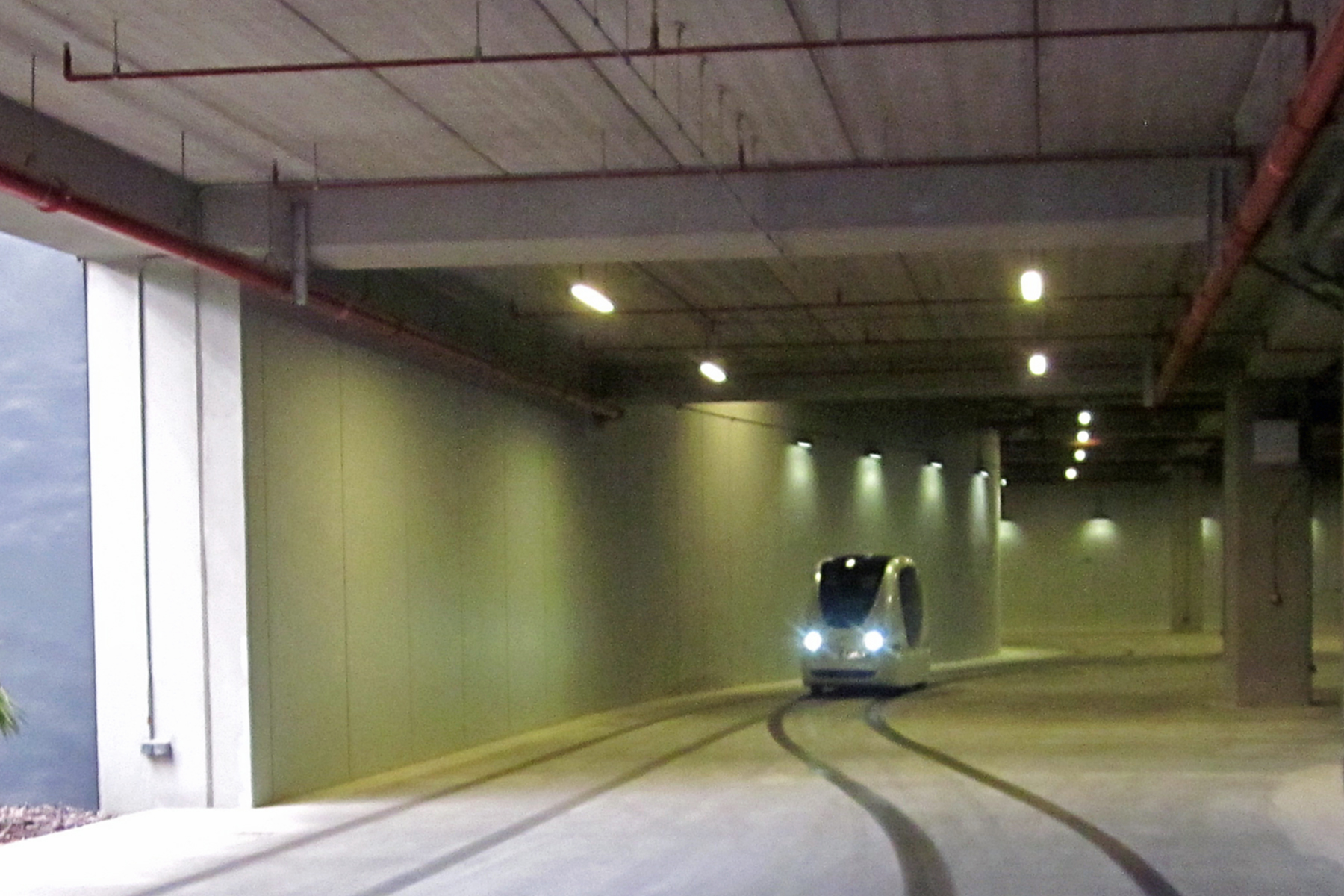

## مبادرات شركة أبو ظبي لطاقة المستقبل

### جائزة زايد للاستدامة
جائزة زايد للاستدامة هي الجائزة العالمية الرائدة التي أطلقتها دولة الإمارات العربية المتحدة عام 2008، في مجالات الاستدامة والعمل الإنساني.وتكرم الجائزة الشركات الصغيرة والمتوسطة والمؤسسات غير الربحية والمدارس الثانوية التي تقدم حلولاً مستدامة تمتلك مقومات الابتكار والتأثير والأفكار الملهمة ضمن فئات الصحة، والغذاء، والطاقة، والمياه، والعمل المناخي، والمدارس . 

### منصة "شباب من أجل الاستدامة"
منصة "شباب من أجل الاستدامة"،هي منصة تقودها شركة أبوظبي لطاقة المستقبل أطلقت في عام 2016، تم تأسيس المنصة لتزويد الشباب حول العالم بالمهارات والمعارف والفرص اللازمة للمساهمة في مواجهة تحديات التغير المناخي. وتهدف المنصة بشكل رئيسي للوصول إلى مليون شاب بحلول عام 2030 من خلال توفير تجربة تعليم متنوعة وتعزيز الوعي بالمهارات اللازمة من أجل وظائف المستقبل في مجال الاستدامة، وذلك من خلال برنامجي "قادة مستقبل الاستدامة" و"سفراء الاستدامة" وأنشطة التوعية العالمية. وبدعمٍ من دائرة الطاقة في أبوظبي، تعمل منصة شباب من أجل الاستدامة بما يتماشى مع "مبادئ الخمسين" لدولة الإمارات وأهداف الأمم المتحدة للتنمية المستدامة.

### أسبوع أبوظبي للاستدامة
مبادرة عالمية أطلقتها دولة الإمارات، وتستضيفها شركة "مصدر" الرائدة في مجال الطاقة النظيفة، تم إطلاقها في عام 2008،. ويجمع الأسبوع قادة من مختلف الحكومات والقطاع الخاص والمجتمع المدني لمناقشة السبل الكفيلة بتحفيز العمل المناخي الفاعل وتطوير ابتكارات تسهم في بناء عالم مستدام من أجل الأجيال القادمة.

### القمة العالمية لطاقة المستقبل 2025
استضافت شركة أبوظبي لطاقة المستقبل "مصدر" فعاليات القمة العالمية لطاقة المستقبل 2025 وتجمع القمة أكثر من 30 ألف مشارك، من بينهم مسؤولون حكوميون ورواد الاستدامة من جميع أنحاء العالم لتشكل منصة دولية لعرض أحدث التطورات في مجالات الطاقة المتجددة، والهيدروجين الأخضر، والذكاء الاصطناعي، وتكنولوجيا المناخ، ومبادئ الاقتصاد الدائري، والتمويل الأخضر، والمدن المستدامة.

## الجوائز
- حصلت شركة أبوظبي لطاقة المستقبل على جائزة محمد بن راشد للمعرفة لعام 2016 [11] بفضل تركيزها على محورَي تطوير مشاريع الطاقة النظيفة والتطوير العمراني المستدام.[12]
- حصلت شركة أبوظبي لطاقة المستقبل على جائزة أوائل الإمارات لعام 2018[13]
- جائزة أفضل شركة طاقة للعام 2021 وذلك خلال حفل توزيع جوائز "جلف بزنس" والتي كانت قد فازت بها في كل من عامي 2016 و2017.[14]
- حصول "مصدر" على جائزة التأثير في قطاع الأعمال ضمن مجال الاستدامة جوائز ويستفورد[15]
- حصول محطة تحويل النفايات إلى طاقة في الشارقة على جائزة "الشراكة الفرنسية الإماراتية"جائزة غرفة التجارة والصناعة الإماراتية الفرنسية[15]
- مصدر تفوز بجائزة "الشركة الرائدة في طاقة المستقبل لعام 2024"جوائز"مستقبل الهيدروجين 2024[15]
- الرئيس التنفيذي لشركة مصدر ينال جائزة "شخصية العام الرائدة في قطاع الهيدروجين"جوائز"مستقبل الهيدروجين 2024[15]
- صفقة "انفينيتي باور" تفوز بجائزة صفقة العام في الشرق الأوسط وأفريقيا جوائز "بي اف آي 2024"[15]
- حصول مشروع المرحلة السادسة التابع لهيئة كهرباء ومياه دبي على جائزة "صفقة العام لقطاع الطاقة المتجددة" في منطقة الشرق الأوسط وشمال أفريقياجوائز آي جي جلوبال 2023 [15]
- فازت منصة "شباب من أجل الاستدامة"، المبادرة العالمية التي تقودها شركة أبوظبي لطاقة المستقبل "مصدر"، بجائزة "أفضل مبتكر" ضمن جوائز أبطال الطاقة لعام 2025 التي تمنحها منظمة "طاقة مستدامة للجميع"، وذلك تقديراً لجهود المنصة الرائدة في تمكين الجيل القادم ليصبحوا رواداً في مجال الاستدامة.[16]

## وصلات خارجية
- الموقع الرسمي